# Oops

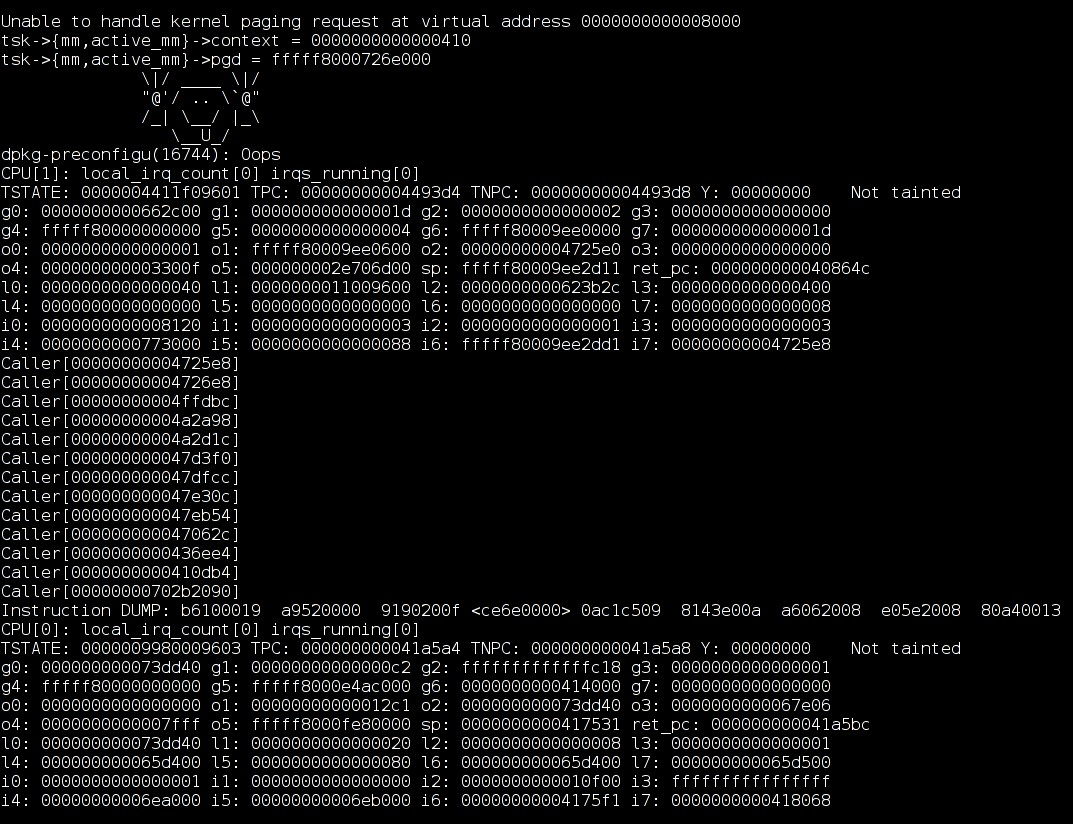
Uma mensagem de oops num SPARC

oops é uma situação em que o Linux apresenta um comportamento incorreto e produz um registro do erro ocorrido. O nome é uma forma de brincadeira sugerindo um modo breve de dizer: "Opa! Encontramos um problema".
Quando esta situação é detectada o Linux mata/aniquila os processos ofensores e mostra uma mensagem com informações que permitem aos desenvolvedores do Linux a depurar e propor correções se necessário. Um oops também pode ser provocado por hardware funcionando de maneira incorreta.
Ao contrário da situação de pânico do núcleo (kernel panic), é possível prosseguir com a operação após um evento de oops, porém com algum efeito colateral indesejável. Em geral a ocorrência de vários oops acaba levando ao pânico do núcleo.
A mensagem de oops possui informações para que os desenvolvedores do kernel Linux possam obter a localização no código e entender as condições que levaram ao problema.  